# AKT THE NEWSα Pick
『AKT THE NEWS α Pick』（エイケイティー ザ・ニュース・アルファ・ピック）は、2017年10月2日から2018年3月29日まで秋田テレビで放送されていた報道番組（スポットニュース）である。
それまで同局で放送されていた『AKTユアタイム クイック』のリニューアル版で、フジテレビ発のスポットニュースが『THE NEWS α Pick』（番組表上ではTHE NEWS α Pick・あすの天気）と改題したのに伴い、それにタイトルを合わせる形でスタートした。
放送時間は毎週月曜 - 木曜 20:54 - 21:00（日本標準時）。金曜日と土曜日には、替わって『THE NEWS α Pick・あすの天気』の同時ネットが行われた。